# Domenico del Santissimo Sacramento
Domenico del Santissimo Sacramento, al secolo Domingo Iturrate Zubero (Dima, 11 maggio 1901 – Belmonte, 7 aprile 1927), è stato un presbitero spagnolo dell'Ordine della Santissima Trinità. È stato beatificato da papa Giovanni Paolo II nel 1983.

## Biografia
Domenico nacque l'11 maggio 1901 nella borgata Biteriño (Vizcaya, Spagna). I genitori Simone Iturrate e Maria Zubero erano ferventi cristiani e diedero una salda educazione religiosa e morale ai loro figli, infatti Domenico già da piccolo aveva la abitudine di frequentare ai servizi religiosi nella sua parrocchia, dove divenne chierichetto.
Entrò nel Collegio-aspirantato dei Padri Trinitari di Algorta, Vizcaya, il 30 settembre 1914. L'11 dicembre 1917 vestì l'abito dei Trinitari, iniziando il noviziato nel convento-santuario della “Virgen Bien Aparecida”.
Il 14 dicembre 1918 fece la professione semplice e dopo aver compiuto il primo anno di filosofia, nell'ottobre 1919 fu inviato al convento di San Carlino alle Quattro Fontane a Roma. Continuò gli studi filosofici alla Pontificia Università Gregoriana, dove conseguì la laurea in filosofia il 3 luglio 1922. Il successivo 20 ottobre fece i suoi voti perpetui. Continuò gli studi in teologia, laureandosi anche in Gregoriana il 26 luglio 1926.
Fu ordinato sacerdote nella Basilica dei Dodici Apostoli il 9 agosto 1925, celebrando la Prima Messa il 15 dello stesso mese. Nel Seminario dei trinitari aveva il compito di “assistente” del padre Maestro, per l'osservanza della disciplina e poi, i suoi superiori valutando le sue ottime qualità di formatore, nel Capitolo Generale del 1926, lo nominarono Maestro degli studenti trinitari.
Il padre Domenico avvertì i primi sintomi della tubercolosi polmonare ai primi di giugno del 1926; fu mandato nella vicina Rocca di Papa. Dopo sette anni di permanenza a Roma, fu trasferito con urgenza ad Algorta in Spagna, dove arrivò il 6 settembre 1926.
Il 28 novembre fu trasferito a Belmonte (Cuenca, Spagna), dove morì il 7 aprile 1927.
Fu beatificato da papa Giovanni Paolo II il 30 ottobre 1983. La sua memoria liturgica si celebra nell'Ordine Trinitario l'11 di maggio.